# Adolfo Jara Heyn
Adolfo Ramón Jara Heyn (29 de diciembre de 1965) es un exfutbolista y entrenador paraguayo. Es el cuarto jugador con más partidos disputados en Copa Libertadores en la historia del Club Olimpia.

## Biografía
Nacido el 29 de diciembre de 1965 en Asunción, es hijo de Enrique Jara Saguier, histórico jugador de Cerro Porteño en los años 1950, y Leopoldina Heyn, quien ejerció como profesora en el Ministerio de Educación y Ciencias. Tiene dos hermanos, Griselda, y su mellizo Luis, también exfutbolista.

## Trayectoria
Comenzó su carrera en el Club Olimpia a los 17 años, junto con su hermano. Luego de que su mellizo fuera separado del club por el uruguayo Luis Cubilla, ambos salieron de la institución e incursionaron en el fútbol sala con Rubio Ñu, y después recalaron en el Club Nacional.
Adolfo regresó a Olimpia y fue parte de los éxitos nacionales e internacionales del equipo entre 1990 y el año 2001 (destacándose la Copa Libertadores 1990), cuando se retiró del terreno de juego.
Tras retirarse del fútbol como jugador se convirtió en entrenador y formó parte del cuerpo técnico del Olimpia durante la gestión de José Saturnino Cardozo.

## Selección nacional

### Participaciones en el Mundial Sub-20
| Torneo               | Categoría | Sede            | Resultado      | Partidos | Goles |
| -------------------- | --------- | --------------- | -------------- | -------- | ----- |
| Copa Mundial de 1985 | Sub-20    | Unión Soviética | Fase de grupos | 3        | 0     |

### Participaciones en el Mundial de Fútbol Sala
| Torneo               | Categoría | Sede         | Resultado     | Partidos | Goles |
| -------------------- | --------- | ------------ | ------------- | -------- | ----- |
| Copa Mundial de 1989 | Absoluta  | Países Bajos | Segunda ronda | 6        | 1     |

## Palmarés

### Títulos nacionales
| Título           | Equipo        | País     | Año  |
| ---------------- | ------------- | -------- | ---- |
| Primera División | Club Olimpia  | Paraguay | 1983 |
| Primera División | Club Olimpia  | Paraguay | 1985 |
| Segunda División | Club Nacional | Paraguay | 1989 |
| Torneo República | Club Olimpia  | Paraguay | 1992 |
| Primera División | Club Olimpia  | Paraguay | 1993 |
| Primera División | Club Olimpia  | Paraguay | 1995 |
| Primera División | Club Olimpia  | Paraguay | 1997 |
| Primera División | Club Olimpia  | Paraguay | 1998 |
| Primera División | Club Olimpia  | Paraguay | 1999 |
| Primera División | Club Olimpia  | Paraguay | 2000 |

Fútbol 5
- Club Rubio Ñu: Torneo 1988 (LPF)[3]

### Títulos internacionales
| Título                 | Equipo       | Sede      | Año  |
| ---------------------- | ------------ | --------- | ---- |
| Copa Libertadores      | Club Olimpia | Guayaquil | 1990 |
| Supercopa Sudamericana | Club Olimpia | Asunción  | 1990 |
| Recopa Sudamericana    | Club Olimpia | Asunción  | 1991 |